# Мак-Брайд (Британська Колумбія)
Мак-Брайд (англ. McBride) — село в Канаді, у провінції Британська Колумбія, у складі регіонального округу Фрейзер-Форт-Джордж.

## Населення
За даними перепису 2016 року, село нараховувало 616 осіб, показавши зростання на 5,1%, порівняно з 2011-м роком. Середня густина населення становила 132,9 осіб/км².
З офіційних мов обидвома одночасно володіли 15 жителів, тільки англійською — 590, а 5 — жодною з них. Усього 60 осіб вважали рідною мовою не одну з офіційних.
Працездатне населення становило 57,3% усього населення, рівень безробіття — 15,7%.
Середній дохід на особу становив $34 860 (медіана $25 301), при цьому для чоловіків — $40 853, а для жінок $29 881 (медіани — $29 632 та $22 976 відповідно).
29,2% мешканців мали закінчену шкільну освіту, не мали закінченої шкільної освіти — 25,8%, 46,1% мали післяшкільну освіту, з яких 29,3% мали диплом бакалавра, або вищий.
| Статево-вікова структура населення | Статево-вікова структура населення | Статево-вікова структура населення | Статево-вікова структура населення | Статево-вікова структура населення |
| ---------------------------------- | ---------------------------------- | ---------------------------------- | ---------------------------------- | ---------------------------------- |
|                                    |                                    |                                    |                                    |                                    |
| Всього                             | Всього                             | 48,4%51,6%                         |                                    |                                    |
| 0 — 14 років                       | 0 — 14 років                       |                                    | 16,1%                              | 16,1%                              |
| 15 — 64 років                      | 15 — 64 років                      |                                    | 63,7%                              | 63,7%                              |
| 65 і більше                        | 65 і більше                        |                                    | 20,2%                              | 20,2%                              |
| 85 і більше                        | 85 і більше                        |                                    | 4%                                 | 4%                                 |
| Середній вік (років)               | Середній вік (років)               | 42,046,3                           | 44,2                               | 44,2                               |
| Медіана (років)                    | Медіана (років)                    | 44,750,5                           | 46,5                               | 46,5                               |
| — чоловіки — жінки                 |                                    |                                    |                                    |                                    |

| Походження мешканців:     | Походження мешканців:     | Походження мешканців: | Походження мешканців: | Походження мешканців: |
| ------------------------- | ------------------------- | --------------------- | --------------------- | --------------------- |
| Походження                |                           |                       | осіб                  | %                     |
| Корінні американці        | Корінні американці        |                       | 70                    | 12.61%                |
| Інше північноамериканське | Інше північноамериканське |                       | 205                   | 36.94%                |
| Європейське               | Європейське               |                       | 395                   | 71.17%                |
| британське                | британське                |                       | 240                   | 43.24%                |
| французьке                | французьке                |                       | 55                    | 9.91%                 |
| українське                | українське                |                       | 80                    | 14.41%                |
| Карибське                 | Карибське                 |                       | 10                    | 1.8%                  |
| Азійське                  | Азійське                  |                       | 25                    | 4.5%                  |

## Клімат
Середня річна температура становить 4°C, середня максимальна – 19,7°C, а середня мінімальна – -15°C. Середня річна кількість опадів – 706 мм.
| Клімат поселення                              | Клімат поселення | Клімат поселення | Клімат поселення | Клімат поселення | Клімат поселення | Клімат поселення | Клімат поселення | Клімат поселення | Клімат поселення | Клімат поселення | Клімат поселення | Клімат поселення | Клімат поселення |
| Показник                                      | Січ.             | Лют.             | Бер.             | Квіт.            | Трав.            | Черв.            | Лип.             | Серп.            | Вер.             | Жовт.            | Лист.            | Груд.            |                  |
| Середній максимум, °C                         | −1,37            | 2,61             | 5,99             | 11,24            | 15,86            | 19,70            | 18,34            | 17,99            | 13,47            | 7,94             | 0,80             | −3,63            |                  |
| Середня температура, °C                       | −8,17            | −4,18            | −0,8             | 4,45             | 9,07             | 12,90            | 14,88            | 14,52            | 9,98             | 4,48             | −2,65            | −7,1             |                  |
| Середній мінімум, °C                          | −14,97           | −10,98           | −7,59            | −2,34            | 2,26             | 6,10             | 11,41            | 11,05            | 6,53             | 1,02             | −6,11            | −10,54           |                  |
| Норма опадів, мм                              | 67               | 41               | 47               | 39               | 46               | 68               | 71               | 62               | 69               | 75               | 66               | 55               |                  |
| Середньомісячна швидкість вітру, м/с          | 1.79             | 1.87             | 2.16             | 2.33             | 2.34             | 2.16             | 2.06             | 1.88             | 1.95             | 2.03             | 2.06             | 1.87             |                  |
| Середньомісячна сонячна радіація, кДж/м²·день | 2853             | 5936             | 11053            | 16062            | 19463            | 21193            | 21224            | 17943            | 12077            | 6691             | 3160             | 2112             |                  |
| --------------------------------------------- | ---------------- | ---------------- | ---------------- | ---------------- | ---------------- | ---------------- | ---------------- | ---------------- | ---------------- | ---------------- | ---------------- | ---------------- | ---------------- |
| Джерело:                                      |                  |                  |                  |                  |                  |                  |                  |                  |                  |                  |                  |                  |                  |